# マグノ・アウベス・ジ・アラウージョ

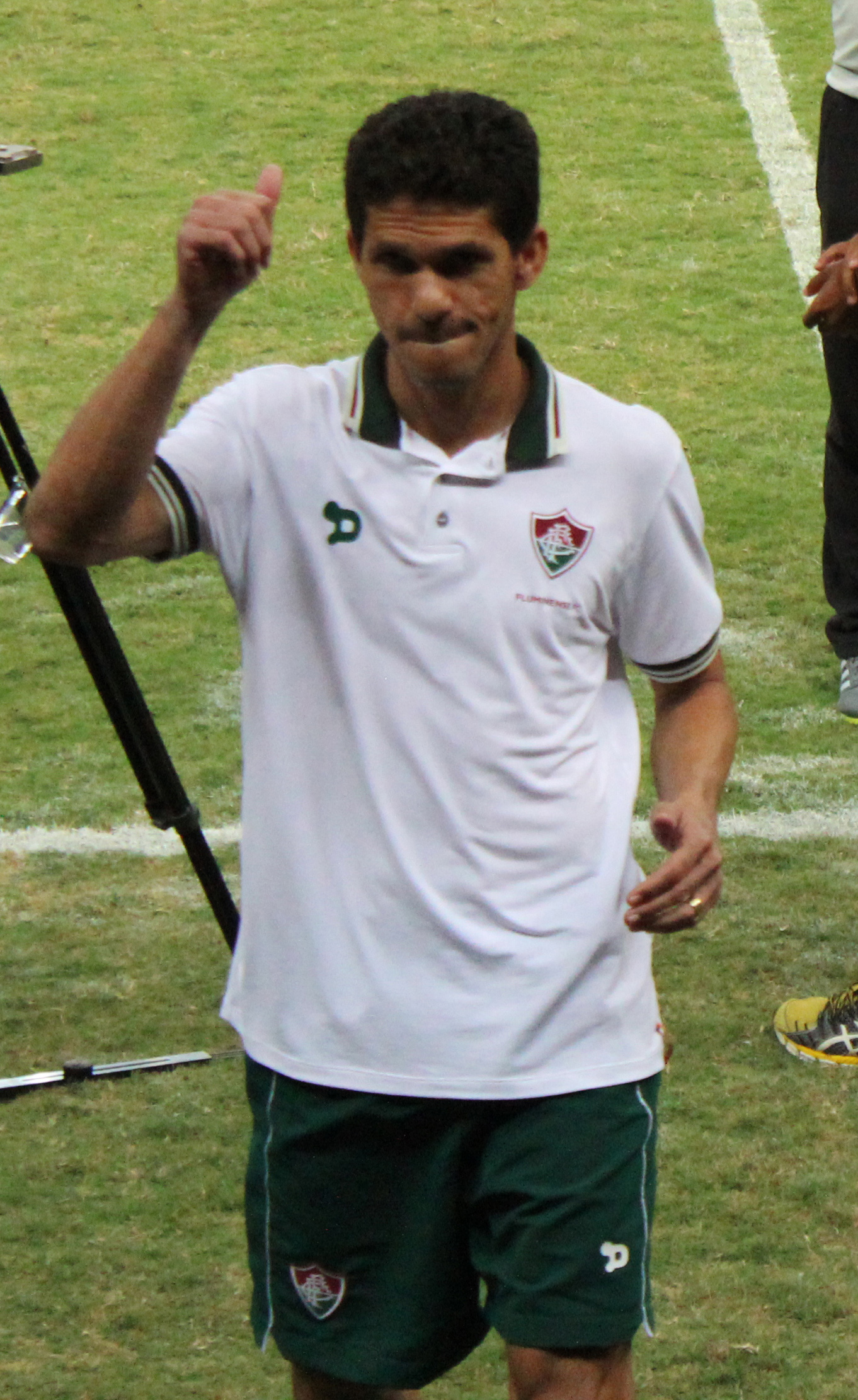
マグノ・アウベス・ジ・アラウージョ

マグノ・アウベス・ジ・アラウージョ（Magno Alves de Araújo、1976年1月13日 - ）は、ブラジル・バイーア州出身で元同国代表の元プロサッカー選手。現役時代のポジションはフォワード。
Kリーグ時代の登録名はマグノ（ハングル: 마그노）、Jリーグ時代の登録名はマグノ・アウベス。

## 経歴
地元のハトランスを経て、1995年にサンパウロ州のヴァリーニョスでプロ選手となる。プロ入り当時のポジションは右サイドミッドフィールダーだった。
1998年より在籍したフルミネンセFCでは、2000年にブラジル全国選手権で20ゴールを挙げて得点王となり、プラカール誌のボーラ・ジ・プラッタ（ベストイレブン）にも選出された。2002年にはロマーリオと2トップを組み注目を集め、リオデジャネイロ州選手権で優勝した。2001年、ブラジル代表に選ばれ、FIFAコンフェデレーションズカップで3試合に出場。
2003年、初の海外移籍となる全北現代モータースへと移籍。得点ランキング2位となる27得点を記録し「サンバ特急」の異名をとった。
2004年、大分トリニータへ移籍し、開幕戦となった3月13日の柏レイソル戦で初出場、初ゴールを決めた。年間11得点を記録。2年目の2005年は18得点を記録し、チームの中心として貢献した。
2006年、2年間所属した大分の財政難もあり、ガンバ大阪に完全移籍。AFCチャンピオンズリーグにおいて、チームはGL敗退となったが、8得点を記録し得点王。Jリーグにおいても、3月12日セレッソ大阪戦、11月26日の京都サンガFC戦とシーズン中2度ハットトリックを決めるなど、26得点を挙げ得点王に輝いた。入れ替わりに移籍し、前年の得点王だったアラウージョとプレースタイルは違うものの、ストライカーとして活躍した。
2007年も序盤はエースストライカーとして活躍も、故障が重なり満足な成績を上げられずにいた。そんな中、シーズン終盤の11月21日から練習を無断欠席してサウジアラビアに渡り、サウジ・リーグのアル・イテハドと仮契約を結んでいたことが判明 。契約違反であるとして、同月23日付けで制裁金を課された上でG大阪を解雇された。
移籍先のアル・イテハドではシーズン途中での選手登録であるにもかかわらず、サウジ・リーグアル・ナスル戦（2008年1月3日）での1試合4得点を含むリーグ9位タイとなる通算9得点（カップ戦を含めば10得点）を挙げるなど、エースストライカーとして活躍した。しかしイスラームの厳しい戒律に耐えられず、2008年6月にカタールのウム・サラルSCにわずか半年で移籍した。
ウム・サラルでも攻撃の中心選手として活躍し、2008-09シーズンのカタールリーグで得点王を獲得した。

## 人物・エピソード
- 2002年、リオデジャネイロ州選手権のサンタ・クルス戦では1試合で5ゴールを挙げている。
- 大分トリニータ時代、チームスポンサーでもあったレストラン・ジョイフルの大分市内の店舗へたびたび家族で食事に訪れていた。好きなメニューは「みぞれチキンステーキ」で、いつも決まって注文しているのをサポーターなどに頻繁に目撃されていた。
- 2004年のオフシーズンの移籍騒動で、サポーターが練習場に残留を求める横断幕を掲げた。感動したマグノは、自宅で妻と去就を相談する際に涙したという。年末、「残留するなら、それはサポーターの為だ」との言葉を残し帰国。結局翌2005年も大分でプレーした。
- 2005年J1リーグ第23節浦和レッズ戦、厳しい残留争いをする中、自らのゴールで1ヶ月ぶりの勝利をもたらす。その後インタビューで「浦和という強いチームに勝てた。まだトリニータは死んでいない。これからと言いたい」とコメントした。これは、いまだに大分サポーターに語り継がれている。
- ガンバ大阪に移籍後、前年得点王のアラウージョと比較されていることに対して「彼は過去のこと」と発言したり、チームメイトとなった播戸竜二は「マグノには、（播戸が）10点取るまで全く相手にしてもらえなかった」と語るなど、ストライカーとしてのプライドをうかがわせるエピソードも多い。
- 敬虔なクリスチャンとして知られている。一方で激しい闘争心の持ち主でもあり、2006年J1リーグ第3節で古巣大分戦で1-3で敗れた際は、試合後同僚のフェルナンジーニョにつかみ掛かっている。
- 2006年のJ1リーグ得点王を分け合った浦和レッズのワシントンとは2001年のコンフェデレーションズカップでセレソンの2トップを組んだ間柄だった（ワシントンからは「スピードがあり、上手い」と賞賛されている）。
- 清水エスパルスからは2004年（大分トリニータ）、2007年（ガンバ大阪）、2008年（アル・イテハド）と3度オファーを受けたが、全て断っている。
- ウム・サラル会長でカタール王族のファイサル・ビン・ハマドからは「マグノがいなければチームは勝てない。引退するまでうちでプレーして欲しい」と絶大な信頼を寄せられていた。

## 個人成績
| 国内大会個人成績 | 国内大会個人成績 | 国内大会個人成績 | 国内大会個人成績 | 国内大会個人成績             | 国内大会個人成績           | 国内大会個人成績 | 国内大会個人成績 | 国内大会個人成績 | 国内大会個人成績 | 国内大会個人成績 | 国内大会個人成績 |
| 年度             | クラブ           | 背番号           | リーグ           | リーグ戦                     | リーグ戦                   | リーグ杯         | リーグ杯         | オープン杯       | オープン杯       | 期間通算         | 期間通算         |
| 年度             | クラブ           | 背番号           | リーグ           | 出場                         | 得点                       | 出場             | 得点             | 出場             | 得点             | 出場             | 得点             |
| ブラジル         | ブラジル         | ブラジル         | ブラジル         | リーグ戦                     | リーグ戦                   | ブラジル杯       | ブラジル杯       | オープン杯       | オープン杯       | 期間通算         | 期間通算         |
| ---------------- | ---------------- | ---------------- | ---------------- | ---------------------------- | -------------------------- | ---------------- | ---------------- | ---------------- | ---------------- | ---------------- | ---------------- |
| 1994             | ラトランス       |                  |                  |                              |                            |                  |                  |                  |                  |                  |                  |
| 1995             | ラトランス       |                  |                  |                              |                            |                  |                  |                  |                  |                  |                  |
| 1995             | ヴァリーニョス   |                  |                  |                              |                            |                  |                  |                  |                  |                  |                  |
| 1996             | ヴァリーニョス   |                  |                  |                              |                            |                  |                  |                  |                  |                  |                  |
| 1996             | インデペンデンテ |                  |                  |                              |                            |                  |                  |                  |                  |                  |                  |
| 1997             | インデペンデンテ |                  |                  |                              |                            |                  |                  |                  |                  |                  |                  |
| 1997             | アラサトゥバ     |                  |                  |                              |                            |                  |                  |                  |                  |                  |                  |
| 1997             | クリシューマ     |                  | セリエB          | 15                           | 8                          |                  |                  |                  |                  |                  |                  |
| 1998             | フルミネンセ     |                  | セリエB          |                              |                            |                  |                  |                  |                  |                  |                  |
| 1999             | フルミネンセ     |                  | セリエC          |                              |                            |                  |                  |                  |                  |                  |                  |
| 2000             | フルミネンセ     |                  | セリエA          | 23                           | 19                         |                  |                  |                  |                  |                  |                  |
| 2001             | フルミネンセ     |                  | セリエA          | 26                           | 7                          |                  |                  |                  |                  |                  |                  |
| 2002             | フルミネンセ     |                  | セリエA          | 23                           | 10                         |                  |                  |                  |                  |                  |                  |
| 韓国             | 韓国             | 韓国             | 韓国             | リーグ戦                     | リーグ戦                   | リーグ杯         | リーグ杯         | FA杯             | FA杯             | 期間通算         | 期間通算         |
| 2003             | 全北現代         | 9                | Kリーグ          | 44                           | 27                         |                  |                  |                  |                  |                  |                  |
| 日本             | 日本             | 日本             | 日本             | リーグ戦                     | リーグ戦                   | リーグ杯         | リーグ杯         | 天皇杯           | 天皇杯           | 期間通算         | 期間通算         |
| 2004             | 大分             | 10               | J1               | 29                           | 11                         | 6                | 1                | 2                | 2                | 37               | 14               |
| 2005             | 大分             | 10               | J1               | 33                           | 18                         | 3                | 0                | 2                | 2                | 38               | 20               |
| 2006             | G大阪            | 9                | J1               | 31                           | 26                         | 2                | 0                | 5                | 3                | 38               | 29               |
| 2007             | G大阪            | 9                | J1               | 22                           | 10                         | 7                | 2                | 0                | 0                | 29               | 12               |
| サウジアラビア   | サウジアラビア   | サウジアラビア   | サウジアラビア   | リーグ戦                     | リーグ戦                   | リーグ杯         | リーグ杯         | オープン杯       | オープン杯       | 期間通算         | 期間通算         |
| 2007-08          | アル・イテハド   | 9                | SPL              | 20                           | 14                         |                  |                  |                  |                  |                  |                  |
| カタール         | カタール         | カタール         | カタール         | リーグ戦                     | リーグ戦                   | リーグ杯         | リーグ杯         | オープン杯       | オープン杯       | 期間通算         | 期間通算         |
| 2008-09          | ウム・サラル     | 9                | QSL              | 27                           | 25                         |                  |                  |                  |                  |                  |                  |
| 2009-10          | ウム・サラル     | 9                | QSL              | 20                           | 11                         |                  |                  |                  |                  |                  |                  |
| ブラジル         | ブラジル         | ブラジル         | ブラジル         | リーグ戦                     | リーグ戦                   | ブラジル杯       | ブラジル杯       | オープン杯       | オープン杯       | 期間通算         | 期間通算         |
| 2010             | セアラー         |                  | セリエA          | 21                           | 9                          |                  |                  | -                | -                |                  |                  |
| 2011             | アトレチコ-MG    |                  | セリエA          |                              |                            | 4                | 1                | -                | -                |                  |                  |
| 通算             | ブラジル         | ブラジル         |                  | \|\|\|\|\|\|\|\|\|\|\|\|\|\| |                            |                  |                  |                  |                  |                  |                  |
| 通算             | 韓国             | 韓国             | Kリーグ          | 44                           | 27\|\|\|\|\|\|\|\|\|\|\|\| |                  |                  |                  |                  |                  |                  |
| 通算             | 日本             | 日本             | J1               | 115                          | 65                         | 18               | 3                | 9                | 7                | 142              | 75               |
| 通算             | サウジアラビア   | サウジアラビア   | SPL              | 12                           | 9\|\|\|\|\|\|\|\|\|\|\|\|  |                  |                  |                  |                  |                  |                  |
| 通算             | カタール         | カタール         | QSL              | 47                           | 36\|\|\|\|\|\|\|\|\|\|\|\| |                  |                  |                  |                  |                  |                  |
| 総通算           | 総通算           | 総通算           | 総通算           | \|\|\|\|\|\|\|\|\|\|\|\|\|\| |                            |                  |                  |                  |                  |                  |                  |

出場歴
- Jリーグ初出場 - 2004年3月13日 J1リーグ 1st第1節 vs柏レイソル (日立台)
- Jリーグ初得点 - 同上

その他の公式戦
- 2006年
  - スーパーカップ 1試合0得点
- 2007年
  - スーパーカップ 1試合3得点

| 国際大会個人成績 | 国際大会個人成績 | 国際大会個人成績 | 国際大会個人成績 | 国際大会個人成績 |
| 年度             | クラブ           | 背番号           | 出場             | 得点             |
| AFC              | AFC              | AFC              | ACL              | ACL              |
| ---------------- | ---------------- | ---------------- | ---------------- | ---------------- |
| 2006             | G大阪            | 9                | 6                | 8                |
| 2008             | アル・イテハド   | 9                | 3                | 2                |
| 2009             | ウム・サラル     | 9                | 10               | 2                |
| 通算             | AFC              | AFC              | 19               | 12               |

その他の国際公式戦
- 2006年
  - A3チャンピオンズカップ 3試合2得点

## 代表歴
- ブラジル代表
  - 2001年 - FIFAコンフェデレーションズカップ (3試合0得点)

### 試合数
- 国際Aマッチ 3試合（2001年）[7]

| ブラジル代表 | 国際Aマッチ | 国際Aマッチ |
| 年           | 出場        | 得点        |
| ------------ | ----------- | ----------- |
| 2001         | 3           | 0           |
| 通算         | 3           | 0           |

## タイトル

### クラブ
フルミネンセ
- カンピオナート・ブラジレイロ・セリエC：1回 (1999年)
- カンピオナート・カリオカ：1回 (2002年)

全北現代モータース
- 韓国FAカップ：1回 (2003年)

ガンバ大阪
- ナビスコカップ：1回 (2007年)
- ゼロックススーパーカップ：1回 (2007年)

アル・イテハド
- サウジ・プロフェッショナルリーグ：1回 (2007年)

セアラー
- カンピオナート・セアレンセ：3回 (2013年、2014年、2017年)

### 個人
- ブラジル全国選手権セリエA 得点王：1回 (2000年 20得点)
- ブラジル全国選手権セリエA ボーラ・ジ・プラッタ (ベストイレブン)：1回 (2000年)
- Kリーグベストイレブン：1回 (2003年)
- Kリーグベストストライカー賞1回 (2003年)
- Jリーグ得点王：1回 (2006年)
- Jリーグ優秀選手賞：2回 (2005年 - 2006年)
- Jリーグベストイレブン：1回 (2006年)
- JリーグオールスターサッカーMVP：1回 (2005年)
- AFCチャンピオンズリーグ得点王：1回 (2006年)
- カタール・スターズリーグ得点王：1回 (2008-09)

### その他
- 大分市栄誉市民賞 (2005年)